# Agyrtidae
Famille
Les Agyrtidae sont une famille d'insectes de l'ordre des Coléoptères.

## Liste des sous-familles
Selon ITIS (5 septembre 2021) :
- Agyrtinae C. G. Thomson, 1859
- Necrophilinae Newton, 1997
- Pterolomatinae C. G. Thomson, 1862

## Liste des genres
Selon GBIF (5 septembre 2021) :
- Agyrtes Frélich, 1799
- Apteroloma Hatch, 1927
- Ecanus Stephens, 1839
- Ipelates Reitter, 1885
- Lyrosoma Mannerheim, 1853
- Mesecanus Newton, 1982
- Miosilpha Wickham, 1912
- Necrophilus Latreille, 1829
- Ponomarenkia Perkovsky, 2001
- Pteroloma Gyllenhal, 1827
- Pteroloma Schönherr, 1827
- Sinosilphia Hong & Wang, 1990
- Zeanecrophilus Newton, 1997

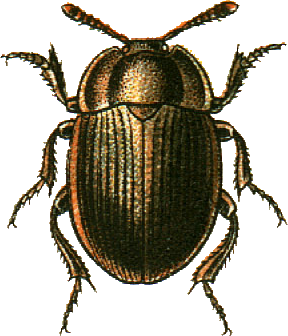
Necrophilus subterraneus.
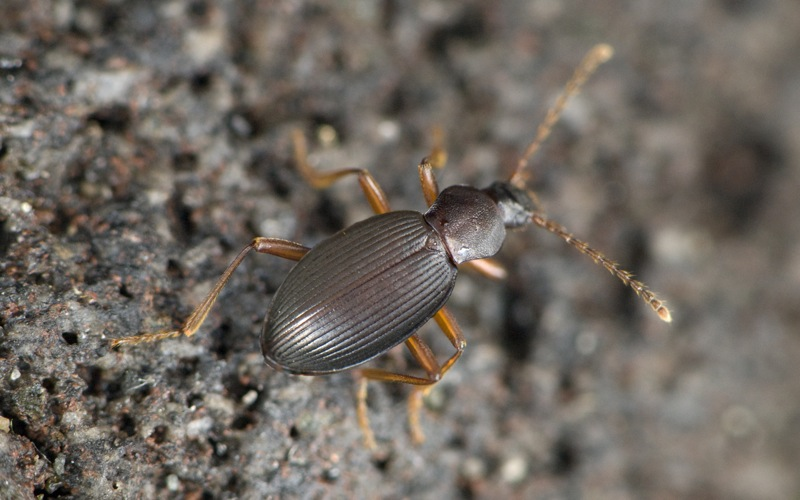
Lyrosoma opacum.
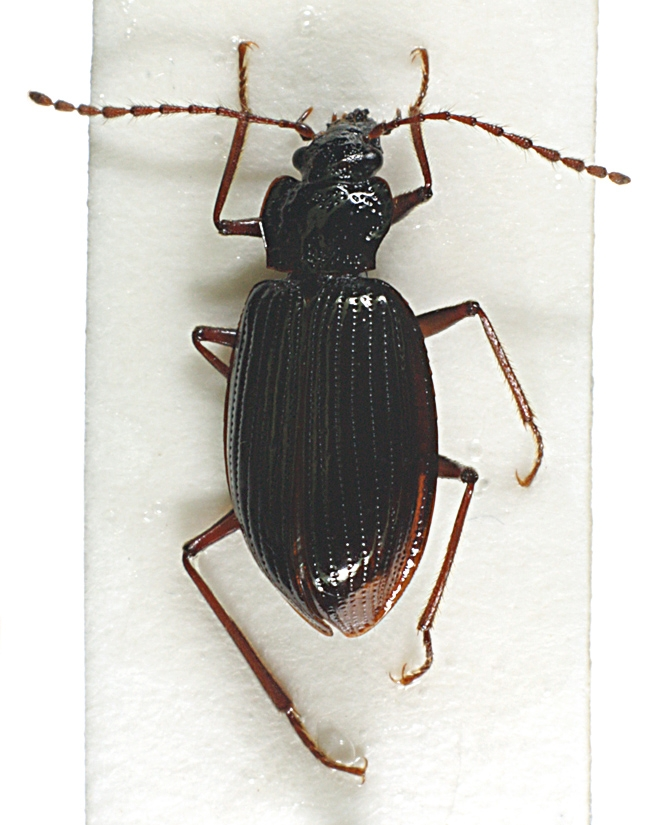
Pteroloma forsstromii.
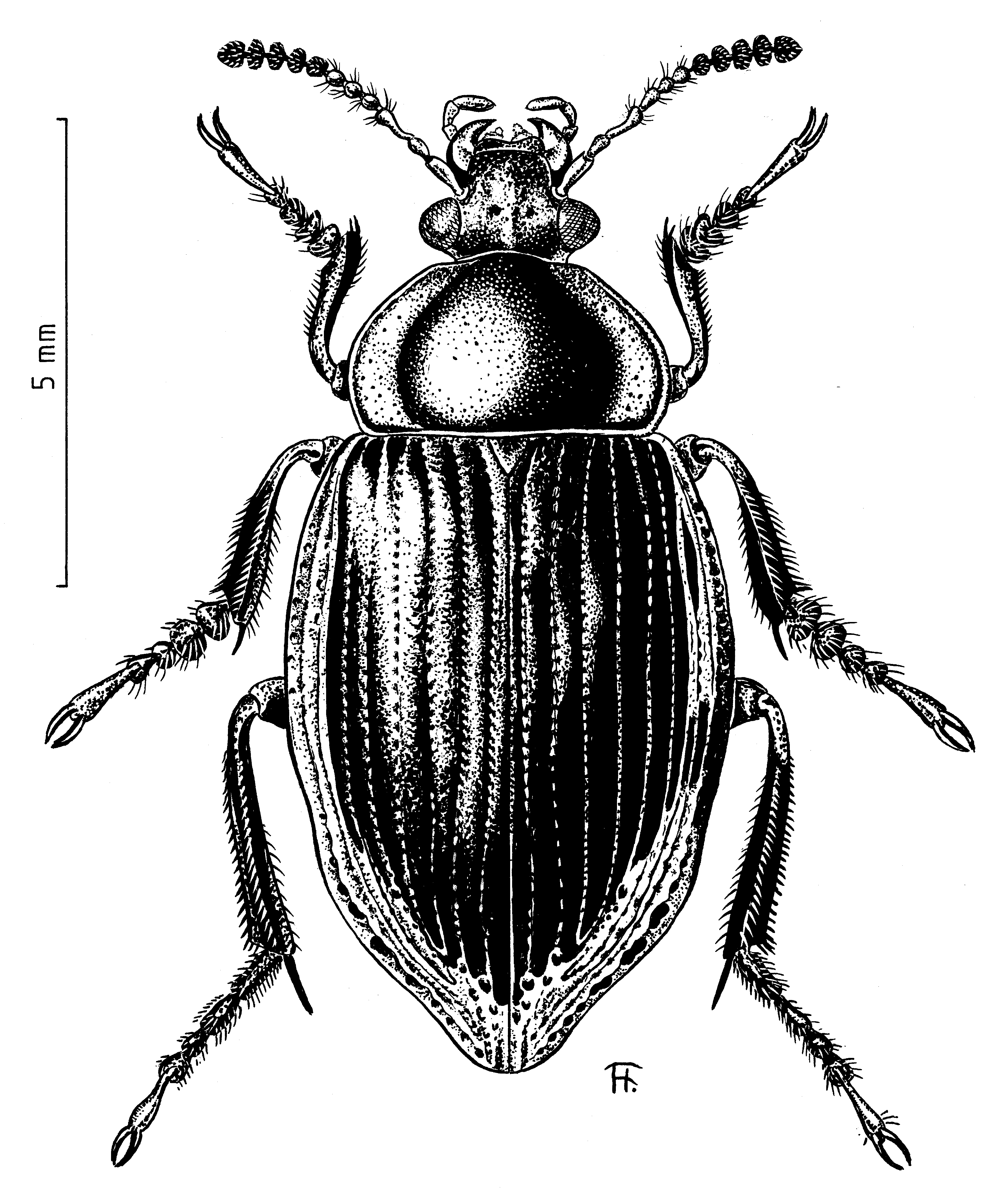
Zeanecrophilus prolongatus.

Selon Paleobiology Database (5 septembre 2021) (taxons fossiles) :
- Agyrtinae
  - Agyrtes
  - Ipelates
- Eosilphites
- Ipelates
- Mesecanus
- Ponomarenkia
- Prosilpha
- Pterolomatinae
  - Pteroloma
- Sinosilphia

## Systématique
Le nom scientifique de ce taxon est Agyrtidae, choisi en 1859 par l'entomologiste suédois Carl Gustaf Thomson, le genre type étant Agyrtes.